# Kitere
Kitere är en sjö i kommunen S:t Michel i landskapet Södra Savolax i Finland. Arean är 44 hektar och strandlinjen är 4,23 kilometer lång. Sjön  ingår i Vuoksens huvudavrinningsområde.   Den ligger omkring 17 kilometer söder om S:t Michel och omkring 200 kilometer nordöst om Helsingfors. 